# Uzbekistan na Letnich Igrzyskach Olimpijskich 2012
Uzbekistan na Letnich Igrzyskach Olimpijskich 2012 reprezentowało 54 sportowców (36 mężczyzn i 18 kobiet) w 15 dyscyplinach. Zdobyli oni trzy medale: jeden złoty i dwa brązowe, zajmując 48. miejsce w klasyfikacji medalowej.
Był to piąty start reprezentacji Uzbekistanu na letnich igrzyskach olimpijskich.

## Zdobyte medale
| Medal | Zawodnik         | Dyscyplina sportowa  | Konkurencja                   | Rezultat                                                                                  |
| ----- | ---------------- | -------------------- | ----------------------------- | ----------------------------------------------------------------------------------------- |
| Złoto | Artur Taymazov   | Zapasy               | styl wolny do 120 kg mężczyzn | w finale pokonał Gruzina Dawit Modzmanaszwili                                             |
| Brąz  | Abbos Atoyev     | Boks                 | waga średnia mężczyzn         | w półfinale przegrał z Japończykiem Ryōta Murata 12:13                                    |
| Brąz  | Rishod Sobirov   | Judo                 | do 60 kg mężczyzn             | w walce o brązowy medal pokonał Francuza Sofiane Milous                                   |
| DSQ   | Soslan Tigiyev   | Zapasy               | styl wolny do 74 kg mężczyzn  | w walce o brązowy medal pokonał węgra Gábor Hatos, ale został zdyskwalifikowany za doping |
| Brąz  | Ruslan Nurudinov | Podnoszenie ciężarów | waga do 105 kg                | 404 kg                                                                                    |

## Reprezentanci

### Boks
Mężczyźni
| Zawodnik               | Konkurencja | 1/16                     | 1/8                     | Ćwierćfinał                | Półfinał           | Finał            | Finał   |
| Zawodnik               | Konkurencja | Przeciwnik Wynik         | Przeciwnik Wynik        | Przeciwnik Wynik           | Przeciwnik Wynik   | Przeciwnik Wynik | Miejsce |
| ---------------------- | ----------- | ------------------------ | ----------------------- | -------------------------- | ------------------ | ---------------- | ------- |
| Jasurbek Latipov       | 52 kg       |                          | Hesham Abdelaal 21-11   | Njambajaryn Tögscogt 10-15 | → Nie awansował    | → Nie awansował  | 5.      |
| Orzubek Shoimov        | 56 kg       | Robenílson Vieira 7-13   | → Nie awansował         | → Nie awansował            | → Nie awansował    | → Nie awansował  | 17.     |
| Fazliddin Gʻoibnazarov | 60 kg       | Yhyacinthe Mewoli 11-6   | Jose Ramirez 15-11      | Han Soon-chul 13-16        | → Nie awansował    | → Nie awansował  | 5.      |
| O'ktamjon Rahmonov     | 64 kg       | Anderson Rojas 16-10     | Yakup Şener 16-8        | Roniel Iglesias 15-21      | → Nie awansował    | → Nie awansował  | 5.      |
| Abbos Atoyev           | 75 kg       | Badreddine Haddioui 11-9 | Bogdan Juratoni 12-10   | Vijender Singh 17-13       | Ryōta Murata 12-13 | → Nie awansował  | brąz    |
| Elshod Rasulov         | 81 kg       |                          | Yahia El-Mekachari 13-6 | Jegor Miechoncew 15-19     | → Nie awansował    | → Nie awansował  | 5.      |

### Gimnastyka

#### Gimnastyka artystyczna
| Zawodnik         | Konkurencja           | Eliminacje | Eliminacje | Finał            | Finał            |
| Zawodnik         | Konkurencja           | Wynik      | Pozycja    | Wynik            | Pozycja          |
| ---------------- | --------------------- | ---------- | ---------- | ---------------- | ---------------- |
| Ulyana Trofimova | wielobój indywidualny | 97,350     | 20.        | → Nie awansowała | → Nie awansowała |

#### Skoki na trampolinie
| Zawodnik         | Konkurencja | Eliminacje                     | Eliminacje                 | Eliminacje        | Eliminacje         | Eliminacje | Finał            | Finał             | Finał            | Finał            | Finał            | Finał            |
| Zawodnik         | Konkurencja | Eliminacje – Układ obowiązkowy | Eliminacje – Układ dowolny | Eliminacje – Kara | Eliminacje – Razem | Pozycja    | Finał – Trudność | Finał – Wykonanie | Finał – Lot      | Finał – Kara     | Finał – Łącznie  | Pozycja          |
| Zawodnik         | Konkurencja | Punkty                         | Punkty                     | Punkty            | Punkty             | Pozycja    | Punkty           | Punkty            | Punkty           | Punkty           | Punkty           | Pozycja          |
| ---------------- | ----------- | ------------------------------ | -------------------------- | ----------------- | ------------------ | ---------- | ---------------- | ----------------- | ---------------- | ---------------- | ---------------- | ---------------- |
| Yekaterina Xilko | kobiety     | 47,240                         | 52,050                     |                   | 99,290             | 12.        | → Nie awansowała | → Nie awansowała  | → Nie awansowała | → Nie awansowała | → Nie awansowała | → Nie awansowała |

### Judo
Mężczyźni
| Zawodnik             | Konkurencja | 1/32                      | 1/16                               | 1/8                             | Ćwierćfinał                         | Półfinał                    | Pierwsza runda repasaży       | Półfinał repasaży          | Finał            | Finał   |
| Zawodnik             | Konkurencja | Przeciwnik Wynik          | Przeciwnik Wynik                   | Przeciwnik Wynik                | Przeciwnik Wynik                    | Przeciwnik Wynik            | Przeciwnik Wynik              | Przeciwnik Wynik           | Przeciwnik Wynik | Pozycja |
| -------------------- | ----------- | ------------------------- | ---------------------------------- | ------------------------------- | ----------------------------------- | --------------------------- | ----------------------------- | -------------------------- | ---------------- | ------- |
| Rishod Sobirov       | −60 kg      |                           | Ludwig Paischer W 0210-0000        | Javier Guédez W 1000-0000       | Felipe Kitadai W 1000-0010          | Arsien Gałstian P 0000-0011 |                               | Sofiane Milous W 0100-0003 | → Nie awansował  | brąz    |
| Mirzohid Farmonov    | −66 kg      |                           | Ahmed Yousef Elkawiseh W 1011-0002 | Cho Jun-ho P 0001-0011          | → Nie awansował                     | → Nie awansował             | → Nie awansował               | → Nie awansował            | → Nie awansował  | 9.      |
| Navroʻz Joʻraqobilov | −73 kg      | Sled Dowabobo W 0100-0001 | Nicholas Tritton W 0011-0002       | Rasul Bokijew P 0001-1001       | → Nie awansował                     | → Nie awansował             | → Nie awansował               | → Nie awansował            | → Nie awansował  | 9.      |
| Yakhyo Imamov        | −81 kg      |                           | Kim Jae-bun P 0001-0010            | → Nie awansował                 | → Nie awansował                     | → Nie awansował             | → Nie awansował               | → Nie awansował            | → Nie awansował  | 17.     |
| Dilshod Choriev      | −90 kg      |                           | Marcus Nyman W 0101-0013           | Tamás Madarász W 1000-0000      | Tiago Camilo P 0002-0010            | → Nie awansował             | Masashi Nishiyama P 0012-0012 |                            |                  | 7.      |
| Ramziddin Sayidov    | −100 kg     |                           | Kyle Vashkulat W 1000-0000         | Oreidis Despaigne W 1020 – 0100 | Najdangijn Tüwszinbajar P 0001-1000 | → Nie awansował             | Elmar Qasımov W 1000-0000     | Dimitri Peters P 0010-0200 |                  | 5.      |

### Kajakarstwo
Mężczyźni
| Zawodnik     | Konkurencja | Eliminacje | Eliminacje | Półfinały | Półfinały | Finał A/B  | Finał A/B | Pozycja |
| Zawodnik     | Konkurencja | Czas       | Pozycja    | Czas      | Pozycja   | Czas       | Pozycja   | Pozycja |
| ------------ | ----------- | ---------- | ---------- | --------- | --------- | ---------- | --------- | ------- |
| Vadim Menkov | C-1 200m    | 42,171     | 4.         | 42,944    | 6.        | 44,168 (B) | 2.        | 10.     |
| Vadim Menkov | C-1 1000m   | 4:05,895   | 2.         | 3:53,257  | 4.        | 3:49,255   | 4. (A)    | 4.      |

Kobiety
| Zawodniczka   | Konkurencja | Eliminacje | Eliminacje | Półfinały | Półfinały | Finał            | Finał            | Pozycja |
| Zawodniczka   | Konkurencja | Czas       | Pozycja    | Czas      | Pozycja   | Czas             | Pozycja          | Pozycja |
| ------------- | ----------- | ---------- | ---------- | --------- | --------- | ---------------- | ---------------- | ------- |
| Julia Borzowa | K-1 200m    | 44,872     | 6.         | 44,426    | 8.        | → Nie awansowała | → Nie awansowała | 24.     |
| Julia Borzowa | K-1 500m    | 2:03,893   | 6.         | 2:00,584  | 8.        | → Nie awansowała | → Nie awansowała | 21.     |

### Kolarstwo

#### Kolarstwo szosowe
| Zawodnik            | Konkurencja                    | Czas                   | Pozycja                |
| ------------------- | ------------------------------ | ---------------------- | ---------------------- |
| Sergey Lagutin      | wyścig ze startu wspólnego (m) | 5:46:05                | 5.                     |
| Murodjon Xolmuratov | wyścig ze startu wspólnego (m) | → Nie ukończył wyścigu | → Nie ukończył wyścigu |

### Lekkoatletyka
Mężczyźni
Konkurencje biegowe
| Zawodnik      | Konkurencja        | Eliminacje | Eliminacje | Półfinał        | Półfinał        | Finał           | Finał           |
| Zawodnik      | Konkurencja        | Wynik      | Miejsce    | Wynik           | Miejsce         | Wynik           | Miejsce         |
| ------------- | ------------------ | ---------- | ---------- | --------------- | --------------- | --------------- | --------------- |
| Artem Dyatlov | 400 m przez płotki | 51,55      | 7.         | → Nie awansował | → Nie awansował | → Nie awansował | → Nie awansował |

Konkurencje techniczne
| Zawodnik        | Konkurencja    | Kwalifikacje | Kwalifikacje | Finał           | Finał           |
| Zawodnik        | Konkurencja    | Wynik        | Miejsce      | Wynik           | Miejsce         |
| --------------- | -------------- | ------------ | ------------ | --------------- | --------------- |
| Ivan Zaytsev    | rzut oszczepem | 73,94        | 36.          | → Nie awansował | → Nie awansował |
| Suhrob Xoʻjayev | rzut młotem    | 65,88        | 38.          | → Nie awansował | → Nie awansował |

| Zawodnik      | Konkurencje   | Konkurencje                | Wyniki  | Punkty | Miejsce |
| ------------- | ------------- | -------------------------- | ------- | ------ | ------- |
| Rifat Artikow | dziesięciobój | bieg 100 m                 | 11,37   | 780    | 29.     |
| Rifat Artikow | dziesięciobój | skok w dal                 | 6,41    | 677    | 30.     |
| Rifat Artikow | dziesięciobój | pchnięcie kulą             | 14,11   | 735    | 18.     |
| Rifat Artikow | dziesięciobój | skok wzwyż                 | 1,93    | 740    | 21.     |
| Rifat Artikow | dziesięciobój | bieg 400 m                 | 51,91   | 729    | 28.     |
| Rifat Artikow | dziesięciobój | bieg na 110 m przez płotki | 14,74   | 881    | 17.     |
| Rifat Artikow | dziesięciobój | rzut dyskiem               | 43,53   | 737    | 20.     |
| Rifat Artikow | dziesięciobój | skok o tyczce              | 4,40    | 731    | 24.     |
| Rifat Artikow | dziesięciobój | rzut oszczepem             | 56,62   | 687    | 19.     |
| Rifat Artikow | dziesięciobój | bieg na 1500 m             | 5:09,52 | 506    | 25.     |
| Rifat Artikow | dziesięciobój | Finał                      |         | 7203   | 26.     |

Kobiety
Konkurencje biegowe
| Zawodnik        | Konkurencja        | Eliminacje | Eliminacje | Półfinał         | Półfinał         | Finał            | Finał            |
| Zawodnik        | Konkurencja        | Wynik      | Miejsce    | Wynik            | Miejsce          | Wynik            | Miejsce          |
| --------------- | ------------------ | ---------- | ---------- | ---------------- | ---------------- | ---------------- | ---------------- |
| Guzel Chubbiewa | 100 m              | 11,22      | 4.         | → Nie awansowała | → Nie awansowała | → Nie awansowała | → Nie awansowała |
| Natalya Asanova | 400 m przez płotki | 58,05      | 7.         | → Nie awansowała | → Nie awansowała | → Nie awansowała | → Nie awansowała |

Konkurencje techniczne
| Zawodniczka            | Konkurencja    | Kwalifikacje | Kwalifikacje                | Finał                       | Finał                       |
| Zawodniczka            | Konkurencja    | Wynik        | Miejsce                     | Wynik                       | Miejsce                     |
| ---------------------- | -------------- | ------------ | --------------------------- | --------------------------- | --------------------------- |
| Svetlana Radzivil      | skok wzwyż     | 1,96         | 1.                          | 1,97                        | 7.                          |
| Nadejda Dusanova       | skok wzwyż     | 1,85         | 20.                         | → Nie awansowała            | → Nie awansowała            |
| Anastasiya Svechnikova | rzut oszczepem | 51,27        | 35.                         | → Nie awansowała            | → Nie awansowała            |
| Jelena Smolianowa      | pchnięcie kulą | 14,43        | 30.                         | → Nie awansowała            | → Nie awansowała            |
| Yuliya Tarasova        | skok w dal     | NM           | → Nie ukończyła konkurencji | → Nie ukończyła konkurencji | → Nie ukończyła konkurencji |
| Aleksandra Kotlyarova  | trójskok       | 13,55        | 28.                         | → Nie awansowała            | → Nie awansowała            |
| Anastasiya Juravlyova  | trójskok       | 13,54        | 29.                         | → Nie awansowała            | → Nie awansowała            |

### Pływanie
Kobiety
| Zawodniczka        | Konkurencja      | Eliminacje | Eliminacje | Półfinał         | Półfinał         | Finał            | Finał            |
| Zawodniczka        | Konkurencja      | Czas       | Miejsce    | Czas             | Miejsce          | Czas             | Miejsce          |
| ------------------ | ---------------- | ---------- | ---------- | ---------------- | ---------------- | ---------------- | ---------------- |
| Yulduz Qoʻchqorova | 200m grzbietowym | 2:18,60    | 37.        | → Nie awansowała | → Nie awansowała | → Nie awansowała | → Nie awansowała |
| Ranohon Amanova    | 200m zmiennym    | 2:15,37    | 25.        | → Nie awansowała | → Nie awansowała | → Nie awansowała | → Nie awansowała |

### Podnoszenie ciężarów
Mężczyźni
| Zawodnik           | Konkurencja | Rwanie | Rwanie                     | Podrzut                    | Podrzut                    | Razem                      | Pozycja                    |
| Zawodnik           | Konkurencja | Wynik  | Pozycja                    | Wynik                      | Pozycja                    | Razem                      | Pozycja                    |
| ------------------ | ----------- | ------ | -------------------------- | -------------------------- | -------------------------- | -------------------------- | -------------------------- |
| Ruslan Makarov     | −56 kg      | 117 kg | 12.                        | 145 kg                     | → Nie ukończył konkurencji | → Nie ukończył konkurencji | → Nie ukończył konkurencji |
| Bahrom Mendiboyev  | −69 kg      | 135 kg | → Nie ukończył konkurencji | → Nie ukończył konkurencji | → Nie ukończył konkurencji | → Nie ukończył konkurencji | → Nie ukończył konkurencji |
| Sherzodjon Yusupov | −85 kg      | 155 kg | 10.                        | 195 kg                     | 12.                        | 350 kg                     | 11.                        |
| Ruslan Nuriddinov  | −105 kg     | 184 kg | 4.                         | 220 kg                     | 3.                         | 404 kg                     | [ 4 ]                      |
| Ivan Yefremov      | −105 kg     | 183 kg | 6.                         | 218 kg                     | 5.                         | 401 kg                     | 5.                         |

Kobiety
| Zawodniczka     | Konkurencja | Rwanie | Rwanie                       | Podrzut                      | Podrzut                      | Razem                        | Pozycja                      |
| Zawodniczka     | Konkurencja | Wynik  | Pozycja                      | Wynik                        | Pozycja                      | Razem                        | Pozycja                      |
| --------------- | ----------- | ------ | ---------------------------- | ---------------------------- | ---------------------------- | ---------------------------- | ---------------------------- |
| Marina Sisoyeva | −48 kg      | 90 kg  | → Nie ukończyła konkurencji. | → Nie ukończyła konkurencji. | → Nie ukończyła konkurencji. | → Nie ukończyła konkurencji. | → Nie ukończyła konkurencji. |

### Strzelectwo
Kobiety
| Zawodnik        | Konkurencja | Kwalifikacje | Kwalifikacje | Finał            | Finał            |
| Zawodnik        | Konkurencja | Wynik        | Pozycja      | Wynik            | Pozycja          |
| --------------- | ----------- | ------------ | ------------ | ---------------- | ---------------- |
| Sakina Mamedova | Ksp 3x20    | 578          | 22.          | → Nie awansowała | → Nie awansowała |
| Sakina Mamedova | Kpn 40      | 389          | 49.          | → Nie awansowała | → Nie awansowała |

### Szermierka
Mężczyźni
| Zawodnik       | Konkurencja          | 1/16                 | 1/8                   | Ćwierćfinały     | Półfinały        | Finał            | Finał            |         |
| Zawodnik       | Konkurencja          | Przeciwnik Wynik     | Przeciwnik Wynik      | Przeciwnik Wynik | Przeciwnik Wynik | Przeciwnik Wynik | Przeciwnik Wynik | Pozycja |
| -------------- | -------------------- | -------------------- | --------------------- | ---------------- | ---------------- | ---------------- | ---------------- | ------- |
| Ruslan Kudayev | szpada indywidualnie | Park Kyoung-doo 15-9 | Silvio Fernández 3-15 | → Nie awansował  | → Nie awansował  | → Nie awansował  | → Nie awansował  | 16.     |

### Taekwondo
Kobiety
| Zawodnik         | Konkurencja | 1/8                       | Ćwierćfinał      | Półfinał         | Repesaż 1        | Repesaż 2        | Finał            | Finał   |
| Zawodnik         | Konkurencja | Przeciwnik Wynik          | Przeciwnik Wynik | Przeciwnik Wynik | Przeciwnik Wynik | Przeciwnik Wynik | Przeciwnik Wynik | Pozycja |
| ---------------- | ----------- | ------------------------- | ---------------- | ---------------- | ---------------- | ---------------- | ---------------- | ------- |
| Natalya Mamatova | +67 kg      | Anne-Caroline Graffe 9-17 | → Nie awansowała | → Nie awansowała | Lee In-jong 1-8  | → Nie awansowała |                  | 7.      |

Mężczyźni
| Zawodnik       | Konkurencja | 1/8                    | Ćwierćfinał      | Półfinał         | Repesaż 1        | Repesaż 2        | Finał            | Finał   |
| Zawodnik       | Konkurencja | Przeciwnik Wynik       | Przeciwnik Wynik | Przeciwnik Wynik | Przeciwnik Wynik | Przeciwnik Wynik | Przeciwnik Wynik | Pozycja |
| -------------- | ----------- | ---------------------- | ---------------- | ---------------- | ---------------- | ---------------- | ---------------- | ------- |
| Dmitriy Kim    | −68 kg      | Diogo Silva 2-2(SDP)   | → Nie awansował  | → Nie awansował  | → Nie awansował  | → Nie awansował  | → Nie awansował  | 11.     |
| Akmal Ergashev | +80 kg      | Daba Modibo Keita 4-13 | → Nie awansował  | → Nie awansował  | → Nie awansował  | → Nie awansował  | → Nie awansował  | 11.     |

### Tenis ziemny
Mężczyźni
| Zawodnik      | Konkurencja | 1/32                        | 1/16                          | 1/8                    | Ćwierćfinały     | Półfinały        | Finał            | Finał         |
| Zawodnik      | Konkurencja | Przeciwnik Wynik            | Przeciwnik Wynik              | Przeciwnik Wynik       | Przeciwnik Wynik | Przeciwnik Wynik | Przeciwnik Wynik | Pozycja       |
| ------------- | ----------- | --------------------------- | ----------------------------- | ---------------------- | ---------------- | ---------------- | ---------------- | ------------- |
| Denis Istomin | singel      | Fernando Verdasco 6:4, 7:69 | Gilles Müller 64:7, 7:6³, 7:5 | Roger Federer 5:7, 3:6 | → Nie awansował  | → Nie awansował  | → Nie awansował  | Miejsca 9-16. |

### Zapasy
Mężczyźni – styl klasyczny
| Zawodnik            | Konkurencja | Kwalifikacje     | 1/8               | Ćwierćfinał      | Półfinał         | Repesaż 1        | Repesaż 2        | Finał            | Finał   |
| Zawodnik            | Konkurencja | Przeciwnik Wynik | Przeciwnik Wynik  | Przeciwnik Wynik | Przeciwnik Wynik | Przeciwnik Wynik | Przeciwnik Wynik | Przeciwnik Wynik | Pozycja |
| ------------------- | ----------- | ---------------- | ----------------- | ---------------- | ---------------- | ---------------- | ---------------- | ---------------- | ------- |
| Elmurod Toshmurodov | −55 kg      |                  | Péter Módos 0-4   | → Nie awansował  | → Nie awansował  | → Nie awansował  | → Nie awansował  | → Nie awansował  | 16.     |
| Numinjon Abdullaev  | −120 kg     |                  | Dremiel Byers 0-3 | → Nie awansował  | → Nie awansował  | → Nie awansował  | → Nie awansował  | → Nie awansował  | 15.     |

Mężczyźni – styl wolny
| Zawodnik          | Konkurencja | Kwalifikacje        | 1/8                  | Ćwierćfinał         | Półfinał            | Repesaż 1          | Repesaż 2              | Finał                    | Finał        |
| Zawodnik          | Konkurencja | Przeciwnik Wynik    | Przeciwnik Wynik     | Przeciwnik Wynik    | Przeciwnik Wynik    | Przeciwnik Wynik   | Przeciwnik Wynik       | Przeciwnik Wynik         | Pozycja      |
| ----------------- | ----------- | ------------------- | -------------------- | ------------------- | ------------------- | ------------------ | ---------------------- | ------------------------ | ------------ |
| Dilshod Mansurow  | −55 kg      |                     | Yang Kyong-Il 2-3    | → Nie awansował     | → Nie awansował     | → Nie awansował    | → Nie awansował        | → Nie awansował          | 14.          |
| Ikhtiyor Nawruzow | −66 kg      |                     | Otar Tusziszwili 5-2 | Sushil Kumar 3-6    | → Nie awansował     | Ramazan Şahin 1-6  | → Nie awansował        |                          | 9.           |
| Soslan Tigiyev    | −74 kg      |                     | Oleg Motsalin 4-0    | Sadegh Goudarzi 1-4 | → Nie awansował     | Kirił Terzijew 6-0 | Gábor Hatos 2-0        |                          | DSQ – doping |
| Zaurbek Soxiyev   | −84 kg      | Ibragim Ałdatow 1-2 | → Nie awansował      | → Nie awansował     | → Nie awansował     | → Nie awansował    | → Nie awansował        | → Nie awansował          | 12.          |
| Kurban Kurbanow   | −96 kg      |                     | Jake Varner 1-2      | → Nie awansował     | → Nie awansował     | Chetag Pliew 5-1   | Giorgi Gogszelidze 1-6 |                          | 5.           |
| Artur Tajmazow    | −120 kg     |                     | Nick Matuhin 6-0     | Komeil Ghasemi 2-0  | Tervel Dlagnev 3T-0 |                    |                        | Dawit Modzmanaszwili 2-0 | złoto        |